# Richard Widmark
Richard Widmark (Richard Weedt Widmark; Sunrise, Minnesota; 26 de diciembre de 1914-Roxbury, Connecticut; 24 de marzo de 2008) fue un actor de cine estadounidense. Iniciado en el teatro y en la radio, pasó al cine en 1947, destacando por su extraordinaria versatilidad, interpretando papeles en películas de cine negro, del oeste o de aventuras con personalidades en su mayoría antagónicos.

## Biografía
Richard Widmark creció en la localidad de Sunrise, Minnesota. A causa de la profesión de su padre, agente internacional, el joven Richard residió en diferentes poblaciones durante su infancia y adolescencia. Finalmente, acudió a la Universidad de Lake Forest, donde estudiaría interpretación. Debutó en la radio, en 1938, en el serial Aunt Jenny’s Real Life Stories. Empezó a trabajar en Broadway, en 1943, con la obra Kiss and Tell. Fue declarado incapacitado durante la II Guerra Mundial, debido a una perforación de tímpano.
Su magnífica interpretación en esta obra de teatro fue muy apreciada por el director Henry Hathaway, quien contó con él para hacerlo debutar en el cine con El beso de la muerte, en 1947. Widmark hacía el papel del gánster asesino Tommy Udo. La escena que pasará a la historia de esta película es aquella en que Udo empuja a una anciana en una silla de ruedas (papel interpretado por Mildred Dunnock) escaleras abajo. El beso de la muerte fue un éxito rotundo y Widmark se convirtió en una estrella de la noche a la mañana. De esta manera, el actor conseguiría un contrato de siete años con la 20th Century Fox. Además, ganó el premio al mejor actor revelación de los Globos de Oro y fue nominado a los Oscar al mejor actor secundario. 
Richard Widmark fue un actor de culto que interpretó sólidamente personajes duros, estructurados y monolíticos, y además sobre-exigidos, pero que en algún momento deja entrever un tenue trasfondo de humanidad.
Durante la década de los 40 y de los 50, Widmark intervino en muchas producciones. Entre sus mejores títulos, destacan Noche en la ciudad (1950), de Jules Dassin, que protagonizó junto a Gene Tierney, por la que sentía una gran admiración. También hizoPánico en las calles (1951), de Elia Kazan; Broken Lance (1954), de Edward Dmytryk; La tela de araña (1955), de Vincente Minnelli; La ley del talión (1956), de Delmer Daves y Desafío en la ciudad muerta (1958), de John Sturges.
En la década de los 60 protagonizaría algunos de sus títulos más conocidos, como El Álamo (1960), de John Wayne; Vencedores o vencidos (1961), de Stanley Kramer; Dos cabalgan juntos (1961), de John Ford o Brigada homicida (1968), film dirigido por Don Siegel. Precisamente el personaje de esta última película, el detective Madigan, también triunfaría en la televisión durante los años 70.
Uno de los filmes más destacables es el El Incidente Bedford (1965), donde protagoniza junto a Sidney Poitier un film bélico de intensa tensión emocional.
Widmark estuvo casado con Jean Hazlewood, escritora, desde 1942 hasta la muerte de ella, ocurrida el 2 de marzo de 1997. En septiembre de 1999, Widmark se casó con Susan Blanchard. Widmark vivió desde entonces retirado de las pantallas, en Roxbury, Connecticut.
El actor estadounidense falleció el 24 de marzo de 2008 a los 93 años en su hogar de Roxbury (Connecticut, EE. UU.), después de que la rotura de una vértebra meses atrás le causara un empeoramiento de su estado de salud tras una larga enfermedad.

## Filmografía
- El beso de la muerte (Kiss of Death) (1947), de Henry Hathaway.
- Cielo amarillo (Yellow Sky) (1948), de William A. Wellman.
- La calle sin nombre (1948) (The Street with No Name), de William Keighley.
- El parador del camino (1948) (Road House), de Jean Negulesco.
- Situación desesperada (1950) (Halls of Montezuma), de Lewis Milestone.
- Un rayo de luz (1950) (No Way Out), de Joseph L. Mankiewicz.
- Pánico en las calles (1950) (Panic in the Streets), de Elia Kazan.
- Noche en la ciudad (1950) (Night and the City), de Jules Dassin.
- Cuatro páginas de la vida (1952) (O. Henry’s Full House), de Henry Hathaway.
- Niebla en el alma (1952) (Don’t Bother to Knock), de Roy Ward Baker.
- Hombres de infantería (1953) (Take the High Ground!), de Richard Brooks.
- Manos peligrosas (1953) (Pickup on South Street), de Samuel Fuller.
- Tempestad en Asia (1953) (Destination Gobi), de Robert Wise.
- El diablo de las aguas turbias (1954) (Hell and High Water), de Samuel Fuller.
- Broken Lance (1954) (Broken Lance), de Edward Dmytryk.
- El jardín del diablo (1954) (Garden of Evil), de Henry Hathaway.
- La tela de araña (1955) (The Cobweb), de Vincente Minnelli.
- A Prize of Gold (1955), de Mark Robson.
- La ley del talión (1956) (The Last Wagon), de Delmer Daves.
- El sexto fugitivo (1956) (Backlash), de John Sturges.
- Huida hacia el sol (1956) (Run for the Sun), de Roy Boulting.
- Santa Juana (1957) (Saint Joan), de Otto Preminger.
- Mi marido se divierte (1958) (The Tunnel of Love), de Gene Kelly.
- Desafío en la ciudad muerta (1958) (The Law and Jake Wade), de John Sturges.
- El hombre de las pistolas de oro (1959) (Warlock), de Edward Dmytryk.
- El Álamo (1960) (The Alamo), de John Wayne.
- Vencedores o vencidos (1961) (Judgment at Nuremberg), de Stanley Kramer.
- Dos cabalgan juntos (1961) (Two Rode Together), de John Ford.
- La conquista del Oeste (1962) (How the West Was Won), de John Ford.
- Los invasores (1964) (The Long Ships) de Jack Cardiff.
- Cheyenne Autumn (1964) (Cheyenne Autumn), de John Ford.
- Patrulla de rescate (1964) (Flight from Ashiya), de Michael Anderson.
- Estado de alarma (1965) (The Bedford Incident), de James B. Harris.
- Álvarez Kelly (1966) (Álvarez Kelly), de Edward Dmytryk.
- Camino de Oregón (1967) (The Way West), de Andrew V. McLaglen.
- La brigada homicida (1968) (Madigan), de Don Siegel.
- La ciudad sin ley (1969) (Death of a Gunfighter), de Don Siegel.
- El infierno del whisky (1970) (The Moonshine War), de Richard Quine.
- Cuando mueren las leyendas (1972) (When the Legends Die), de Stuart Millar.
- Asesinato en el Orient Express (1974) (Murder on the Orient Express), de Sidney Lumet.
- La monja poseída (1976) (To the Devil a Daughter), de Peter Sykes.
- Montaña rusa (1977) (Rollercoaster), de James Goldstone.
- De presidio a primera página (1977) (The Domino Principle), de Stanley Kramer.
- Alerta: Misiles (1977) (Twilight’s Last Gleaming), de Robert Aldrich.
- El enjambre (1978) (The Swarm), de Irwin Allen.
- Coma (1978) (Coma), de Michael Crichton.
- Operación Isla del Oso (1979) (Bear Island), de Don Sharp.
- Hanky Panky (1982) (Hanky Panky), de Sidney Poitier.
- La Opción Final (1982) (Who Dares Wins), de Ian Sharp.
- Against All Odds (1984) (Against All Odds), de Taylor Hackford.
- Viejos recuerdos de Louisiana (1987) (A Gathering of Old Men), de Volker Schlöndorff.
- Texas Tren (1988) (Once Upon a Texas Train), de Burt Kennedy.
- Un lugar llamado Cold Sassy (1989) (Cold Sassy Tree), de Joan Tewkesbury.
- El color de la ambición (1991) (True Colors), de Herbert Ross.
- Wild Bill: Hollywood Maverick (1996) (Wild Bill: Hollywood Maverick), de Todd Robinson.

## Premios y distinciones
Premios Óscar
| Año  | Categoría              | Película             | Resultado |
| ---- | ---------------------- | -------------------- | --------- |
| 1948 | Mejor actor de reparto | El beso de la muerte | Nominado  |

Globos de Oro
| Año  | Categoría                                        | Película             | Resultado |
| ---- | ------------------------------------------------ | -------------------- | --------- |
| 1947 | Globo de Oro a la nueva estrella del año - Actor | El beso de la muerte | Ganador   |